# Топорков, Иван Васильевич
Иван Васильевич Топорков (1916—1966) — участник Великой Отечественной войны, гвардии старшина, понтонёр 2-го гвардейского отдельного моторизированного понтонно-мостового батальона (4-я понтонно-мостовая бригада, 8-я гвардейская армия, 3-й Украинский фронт), Герой Советского Союза (1944).

## Биография
Родился в 1916 году в селе Черновая Нарымской волости Змеиногорского уезда Томской губернии (ныне — Катон-Карагайский район Восточно-Казахстанской области Казахстана) в семье крестьянина. После окончания школы работал в колхозе, затем в потребительской кооперации.
В 1939 году был призван в армию. В 1940 году участвовал в освобождении Западной Украины. Начало Великой Отечественной воины встретил в местечке Каменка-Струмилово Львовской области. Познал горечь отступления. Четыре раза был ранен. Трижды попадал в окружение, но вместе с частью с боями выходил из него.
25 октября 1943 2-му гвардейскому отдельному мотопонтонному мостовому батальону 12-й армии года было приказано обеспечить переправу подразделений на понтонах через Днепр в трёх пунктах в районе города Запорожье. Командиром третьей переправы в районе плотины ДнепроГЭСа был назначен гвардии старшина И. В. Топорков.
Преодолев полосу кинжального огня пулемётов противника, Топорков остановил понтон в нескольких метрах от берега, спрыгнул в воду и стал искать удобное место для причала. Немецкие автоматчики поливали его огнём, забрасывали гранатами, но бесстрашный понтонёр, выбрав место, приказал разгружать понтон и стал переносить на себе раненых. Расчёт понтона прикрывал десантников своим огнём. В эту ночь отважные понтонёры сделали четыре рейса.
В ночь на 26 октября во время второго рейса понтон Топоркова получил пробоины и стал тонуть. Из расчёта осталось в строю лишь четверо. Гвардии старшина Топорков приказал бойцам добираться обратно вплавь и первым начал пересекать реку. Только утром в бессознательном состоянии трёх понтонёров подобрали женщины.
Оправившись, в эту же ночь И. В. Топорков вновь стал в расчёт на понтоне и под огнём противника переправлял на правый берег пехотинцев. Когда был ранен офицер, он принял командование и сделал ещё два рейса. Не менее трудной была и третья ночь, в течение которой понтон Топоркова сделал восемь рейсов.
22 февраля 1944 года гвардии старшине И. В. Топоркову присвоено звание Героя Советского Союза.
Позднее понтонёры успешно переправляли войска, боевую технику, боеприпасы и продовольствие через Южный Буг, Днестр, Одер и другие реки.
В составе сводного полка 3-го Украинского фронта понтонёры Герои Советского Союза Топорков и Замиралов участвовали в параде Победы.
В январе 1946 года при ликвидации бандеровских банд И. В. Топорков получил тяжёлое ранение, лишился правой руки.
После демобилизации жил в Алма-Ате. Полученные ранения давали о себе знать, и в 1966 году И. В. Топорков скончался. Похоронен в Алматы на Центральном кладбище.

## Память
Имя И. В. Топоркова носит одна из улиц с. Катон-Карагай.